# Avant-corps (mécanique des fluides)
 (mars 2023).

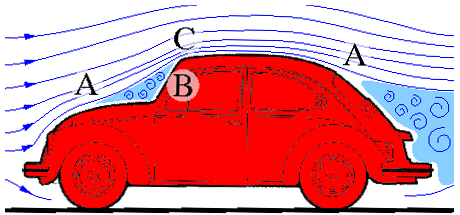
Si le décollement devant le pare-brise se réattache en C, le décollement de culot sur l'arrière corps ne se réattache pas.

En mécanique des fluides, l’avant-corps est la partie avant d’un corps, c'est-à-dire, en général, la partie comprise entre le point d’arrêt et la section maximale (ou maître-couple). Symétriquement, on utilise également la notion d'arrière-corps (partie d’un corps comprise entre le maître-couple et le point (ou l'ensemble de points) le plus aval du corps.
En mécanique des fluides, on constate dans un grand nombre de cas une certaine indépendance des écoulements d'avant et d'arrière-corps. Entre « avant-corps » et « arrière-corps » on peut, au besoin, faire usage de la notion de « corps médian », surtout lorsque ce corps médian est de section constante (comme la partie cylindrique qui suit l'ogive de beaucoup de fusées d'amateur).
Du fait de leur position frontale, les avant-corps sont rarement le lieu de décollements (ou séparation) de couche limite. Mais lorsqu'il y a décollement, on assiste le plus souvent à un réattachement de l'écoulement plus en aval (comme cela se produit pour le décollement devant le pare-brise de la VW Coccinelle sur l'image ci-contre).

## Avant-corps d'automobiles

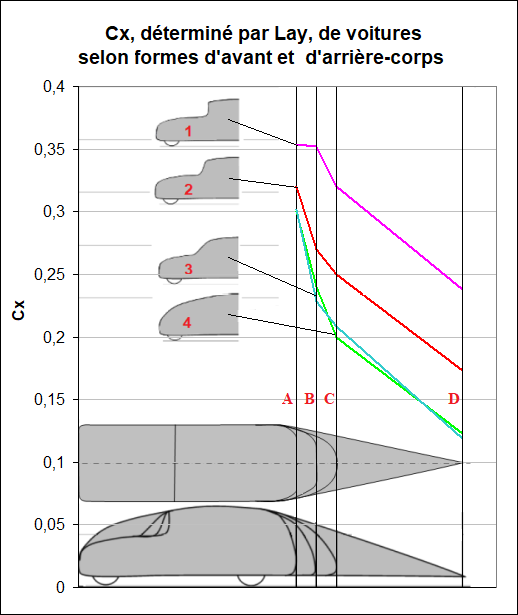
Pente des courbes attachées à l’arrière-corps des berlines.

Très contre-intuitivement, l'avant-corps d'une automobile, s'il est suffisamment profilé, compte pour peu dans son {\displaystyle C_{x}} total, (c'est-à-dire que le {\displaystyle C_{x}} créé par un avant-corps correctement profilé est très peu important).
Au contraire, le {\displaystyle C_{x}} d'arrière-corps d'une automobile peut être très important, du fait de la dépression de culot qui attire ce culot vers l'arrière. Par chance, l'arrière-corps peut souvent être traité indépendamment de l'avant-corps.
On peut voir la preuve de l'indépendance des {\displaystyle C_{x}} d’avant-corps et d'arrière-corps dans le graphe ci-contre qui donne l’évolution du {\displaystyle C_{x}} de berlines en fonction de l’élancement de leur arrière-corps : Le fait que les quatre courbes fuchsia, rouge bleue et verte présentent à peu près la même pente prouve que le {\displaystyle C_{x}} des arrière-corps de différentes longueurs est quasi indépendant du {\displaystyle C_{x}} de l'avant-corps, c'est-à-dire que le {\displaystyle C_{x}} de l’automobile vaut {\displaystyle C_{x}avc+C_{x}arc} (si {\displaystyle C_{x}avc} est le {\displaystyle C_{x}} de l’avant-corps et {\displaystyle C_{x}arc} est le {\displaystyle C_{x}} d’arrière-corps), ce dernier {\displaystyle C_{x}} n’étant fonction que de l’élancement de l’arrière-corps (surtout pour les avant-corps 3 et 4 qui sont correctement profilés).
Ce dernier graphe est basé sur les mesures en soufflerie de Walter E. Lay qui testa des modèles d'un peu plus d'un mètre de longueur à faces latérales planes et verticales raccordées sans arrondis à la face supérieure,.

## Avant-corps de fusées

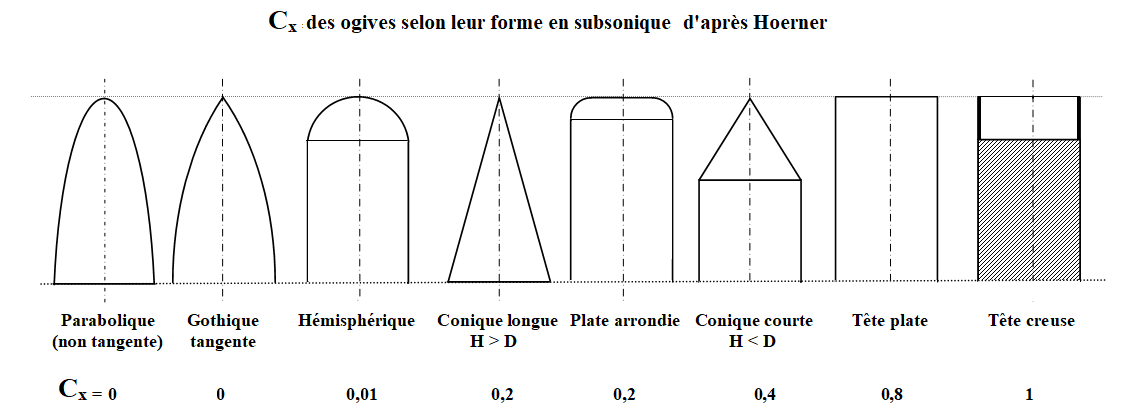
Différents avant-corps de fusées (ou ogives).

L'image ci-contre donne le {\displaystyle C_{x}} frontal de pression à attendre des ogives de fusées en subsonique,. Très contre intuitivement,, le {\displaystyle C_{x}} de pression de certaines ogives est très faible ou nul (il faut cependant ajouter à ce {\displaystyle C_{x}} de pression le (beaucoup plus faible {\displaystyle C_{x}} de friction de l'ogive).
Dans le cas le plus simple d’une fusée ogivo-cylindrique, la détermination du {\displaystyle C_{x}} se fait par sommation du {\displaystyle C_{x}} d’avant corps (celui de l’ogive, image ci-contre), du {\displaystyle C_{x}} de friction sur l’ogive et le corps médian (la partie cylindrique du fuselage), du {\displaystyle C_{x}} de culot (qui dépend de l’épaisseur de la couche limite au culot) et du {\displaystyle C_{x}} de pression, de friction et d'interaction des ailerons stabilisateurs.
Le {\displaystyle C_{x}} de l’avant-corps (l'ogive) apparaît comme indépendant des autres {\displaystyle C_{x}}. Le {\displaystyle C_{x}} du corps médian (la partie cylindrique) se ramène au seul {\displaystyle C_{x}} de friction puisque ce corps médian ne présente aucune surface élémentaire susceptible de transformer le jeu de pression à sa surface en force axiale. Par contre, la détermination de la friction sur sa surface doit prendre en compte la longueur de l’ogive (la pointe de l'ogive, point d’arrêt de l'écoulement, étant le point de naissance de la Couche limite).
Entre 10 et 60° de demi angle au sommet, les résultats d'essais de cônes en tant qu’avant corps (c.-à-d. sans {\displaystyle C_{x}} de culot, donc en tant qu’ogives),, peuvent être linéarisés sous la forme {\displaystyle C_{x}=0,012\;\theta -0,11}, {\displaystyle \theta } étant le demi angle au sommet du cône en degrés. Cette linéarisation n’est valide qu'en subsonique, c.-à-d. pour {\displaystyle Ma<0,4}.

## Avant-corps de corps 2D

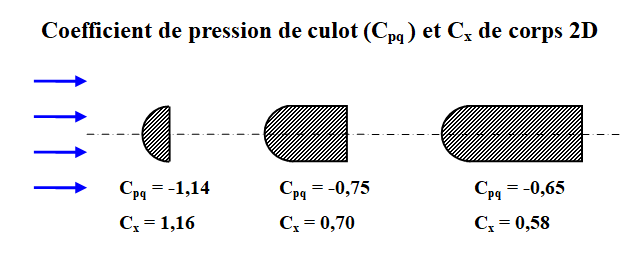
Cpq et Cx de corps 2D à avant arrondi, d'après Hoerner.

Hoerner relaye les valeurs de {\displaystyle C_{x}} et de coefficient de pression de culot (ou {\displaystyle C_{pq}}) des corps 2D dessinés dans l'image ci-contre (ces corps ayant été testés entre parois). Prenant acte du fait que pour les deux corps de droite ce {\displaystyle C_{pq}} est plus fort (en valeur absolue) que le {\displaystyle C_{x}}, il commente : "Il faut donc conclure que la traînée de la partie avant [de ces corps] est plutôt négative." (ici ladite partie avant comprend le bord d'attaque hémicylindrique et les deux faces parallèles supérieure et inférieure, ces deux faces ne pouvant produire qu'une traînée de friction).

## Relative indépendance desCp{\displaystyle C_{p}}d’avant-corps et d’arrière-corps d’un corps profilé

Indépendance des de l’avant-corps et de l’arrière corps.

S'agissant du corps fuselé 3D montré dans l'animation ci-contre, les coefficients de pression sur une bonne partie de l’avant-corps s’avèrent indépendants de la forme de l’arrière-corps et vice versa. Cette animation montre bien que lorsque l’on intervertit les modèles d'avant-corps et d'arrière-corps, la courbe bleue des {\displaystyle C_{p}} épouse sur une bonne partie de l’avant corps la courbe relevée sur le corps complet (même si la partie arrière de ce corps complet a été changée) (et même chose pour la courbe des {\displaystyle C_{p}} d’arrière-corps).
On peut aussi constater que dans ce cas particulier, la zone d'influence de l'arrière-corps sur l'avant-corps et vice versa est d'une longueur de l'ordre de 2 diamètres.

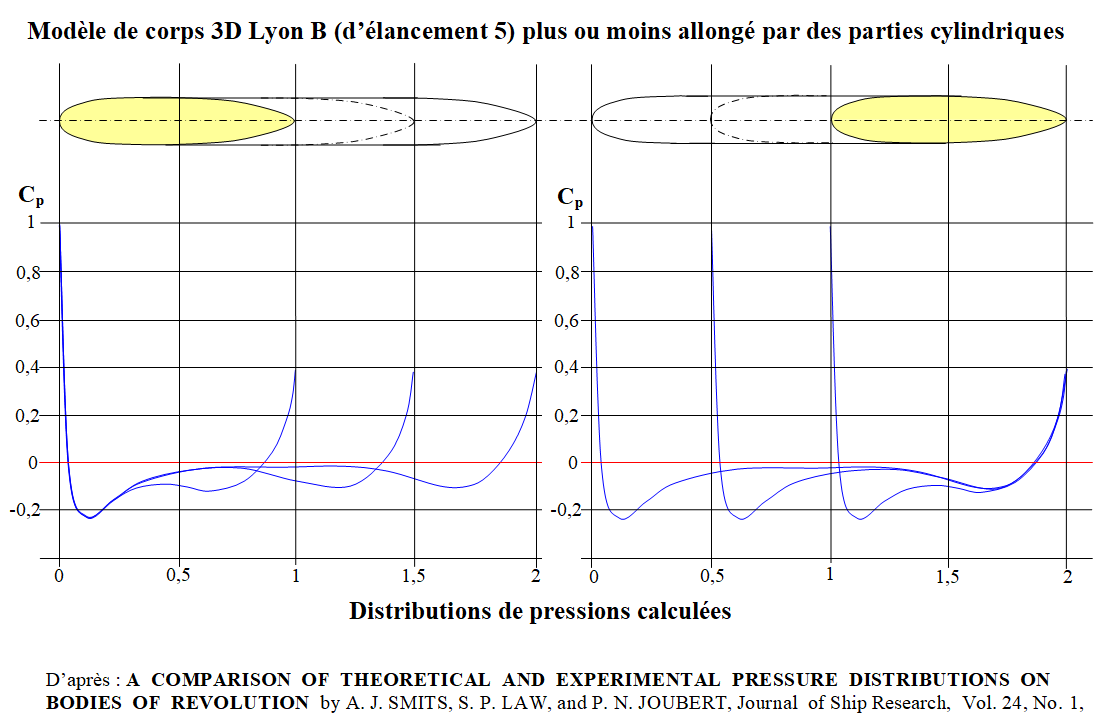
Influence d’une partie cylindrique sur la distribution des pressions d’un corps profilé.

Une réflexion similaire peut être faite à propos de l'ajout d'un corps médian cylindrique à un corps fuselé 3D (courbes de {\displaystyle C_{p}} de l’image ci-contre, ici calculées par le même groupe de chercheurs).
Il apparaît que les parties avant et arrière des courbes du {\displaystyle C_{p}} sont inchangées lors de l’introduction d’une partie cylindrique plus ou moins longue.
On note aussi que l’écoulement sur la partie cylindrique (et donc la courbe des {\displaystyle C_{p}}) anticipe, à une distance d’environ 1 diamètre, la présence du rétreint que constitue l’arrière-corps. L'information de la présence du rétreint de culot se propage donc bien vers l'amont (nous somme ici en subsonique)[réf. nécessaire].

## Cas du tube de Pitot

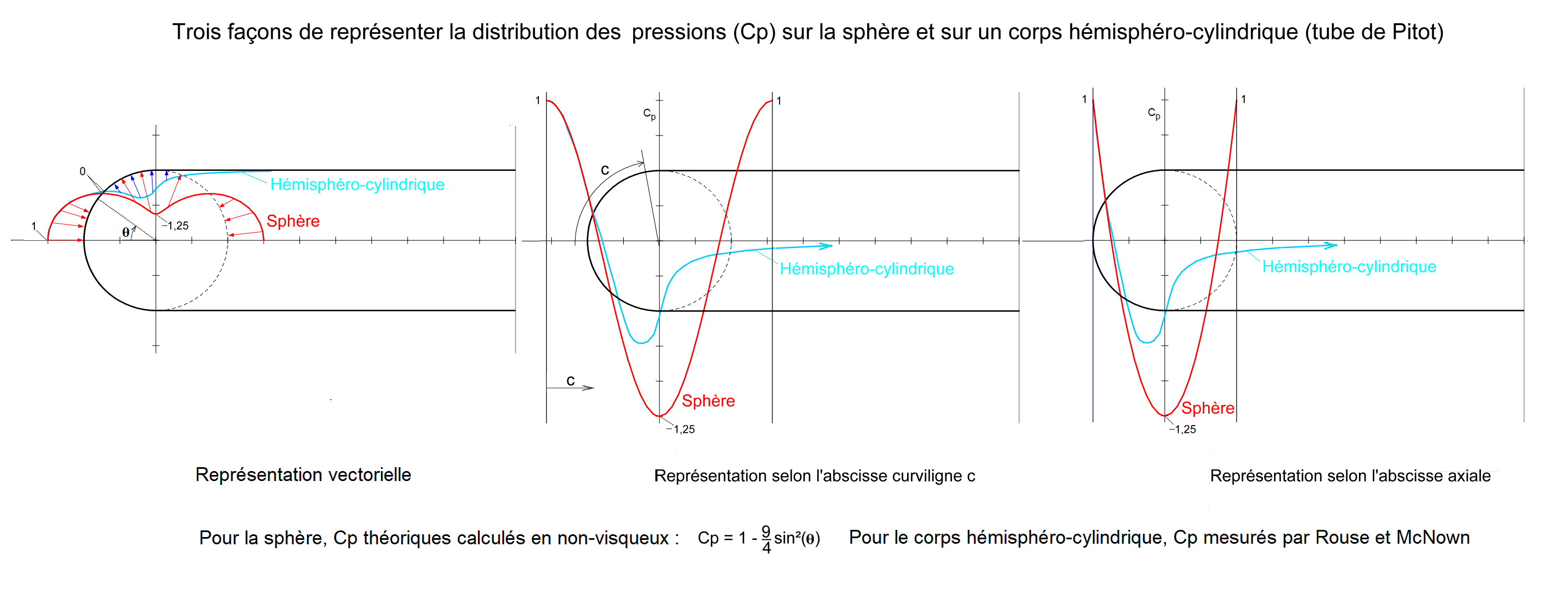

La distribution des pressions sur l’avant corps du tube de Pitot (l’hémisphère avant, courbe bleu clair) est différente de la distribution des pressions sur l’hémisphère avant de la sphère (courbe rouge). On peut donc dire que l’écoulement sur l’avant-corps du tube de Pitot anticipe pleinement la présence (ou non) de la partie cylindrique : Il n'y a donc pas indépendance de l'écoulement d'avant-corps par rapport à l'écoulement de corps médian.
Les courbes tracées ici sont des courbes théoriques (calculs effectués en fluide non visqueux). L’intégration de la courbe des {\displaystyle C_{p}} théoriques bleu clair produit un {\displaystyle C_{x}} de pression de {\displaystyle 0,46} pour l’hémisphère avant du tube de Pitot. Force est cependant de constater que les essais relatés par la Note technique D-3388 de la NASA attribuent à l’ogive hémisphérique un {\displaystyle C_{x}} de pression très faible de {\displaystyle 0,01} jusqu'à Ma 0,4 (et {\displaystyle 0,02} jusqu’à Ma 0,7), ces très faibles {\displaystyle C_{x}} étant conformes à celui relayé par Hoerner pour l’ogive hémisphérique (voir l'image de la section Avant-corps de fusées).

## Formes particulières

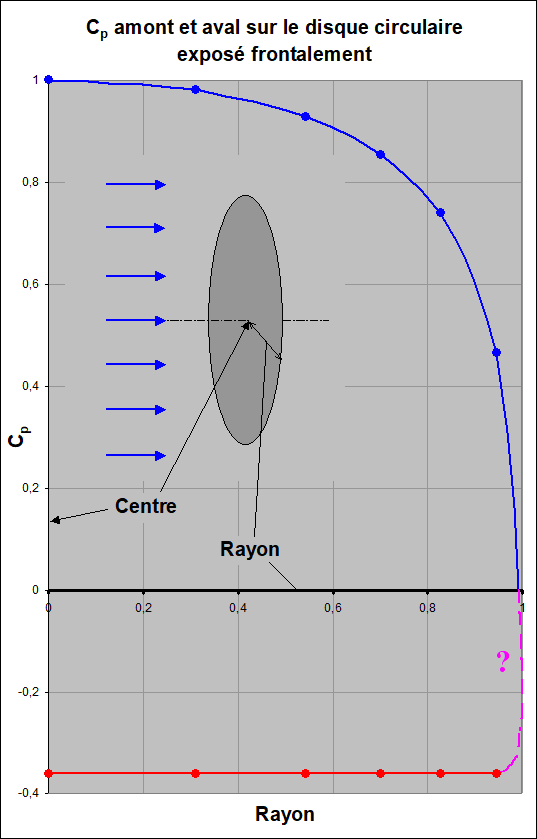
Distribution des pressions sur le disque exposé frontalement.

### Disque exposé frontalement
Dans le cas du disque exposé frontalement, les mécaniciens des fluides pratiquent évidemment la distinction entre l’avant-corps (la face avant du disque) et l’arrière-corps (sa face arrière).
Koenig et Roshko, dans leur étude de l’écoulement axial sur le cylindre à bout plat précédé d’un disque, s’appuyant sur d'autres auteurs, adoptent pour le {\displaystyle C_{x}} de la face avant la valeur de {\displaystyle 0,75}.
De même, Bob Hiro Suzuki prend acte d’une valeur de {\displaystyle 0,72} pour la face avant du disque.
Le {\displaystyle C_{x}} complet du disque étant admis comme valant {\displaystyle 1,12}, le {\displaystyle C_{x}} de la face arrière du disque en ressort comme valant de {\displaystyle 0,37} à {\displaystyle 0,40}. Dans l'image ci-contre, Fail, Lawford et Eyre ont mesuré un {\displaystyle C_{p}} aval constant à {\displaystyle 0,36} (courbe rouge où les marques correspondent à des points mesurés). Cela signifie que la valeur moyenne du coefficient de pression sur cette face arrière vaut, pour ces auteurs, un peu plus que {\displaystyle -0,36} à cause des {\displaystyle C_{p}} non mesurés sur le bord du disque.
Sur cette image, on peut noter la répartition presque ellipsoïdale des pressions sur la face avant (courbe bleue où seules les marques pleines correspondent à des points mesurés).
S'il est souvent admis que le coefficient de pression reste le même sur toute la face d'un culot plan, cette simplification ne peut convenir au bord aval du disque circulaire. Sur le bord du disque, l'écoulement est nécessairement accéléré à une valeur supérieure à la vitesse à l'infini (le {\displaystyle C_{p}} devenant négatif). La courbe fuchsia, marquée d'un point d'interrogation, est une proposition de courbe pour relier la courbe bleue à la courbe rouge au bord du disque.

### Sphère

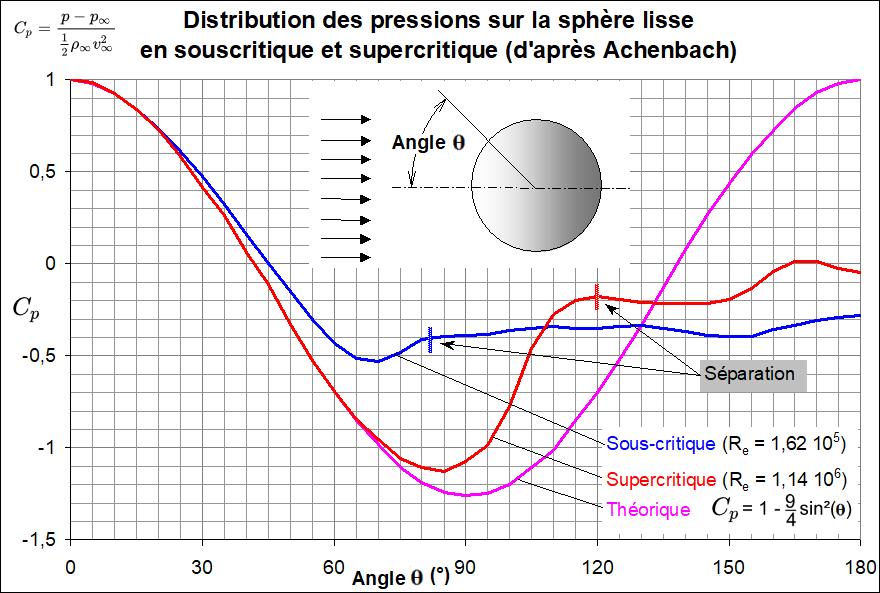
Distribution des pressions théorique et en sous-critique et super-critique.

Dans le cas de la sphère, on gagne à s'intéresser à la valeur du {\displaystyle C_{x}} de l'hémisphère avant. L'intégration du coefficient de pression théorique sur cet hémisphère avant (courbe fuchsia sur l'image ci-contre, due à Elmar Achenbach) produit une valeur négative de {\displaystyle -0,125},. Bien que le {\displaystyle C_{x}} de friction de la sphère soit négligeable, les mesures pratiques conduisent à un {\displaystyle C_{x}} d'avant-corps de la sphère de {\displaystyle 0,046} au premier régime mais l'intégration des coefficients de pression au deuxième régime (assez proche de l'écoulement non visqueux pour l'hémisphère avant) donne bien un {\displaystyle C_{x}} de pression négatif.

## Avant-corps particuliers

### Avant-corps à aubages redirecteurs

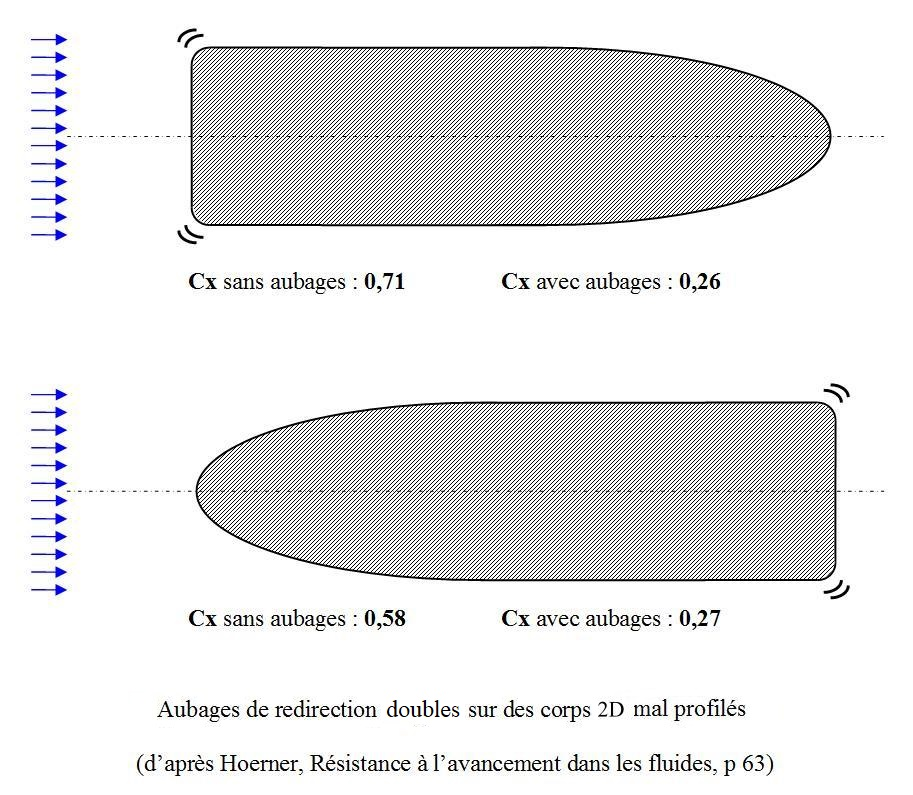
Aubages de redirection sur des corps 2D mal profilés, d'après Hoerner, les avec ou sans aubages sont indiqués.

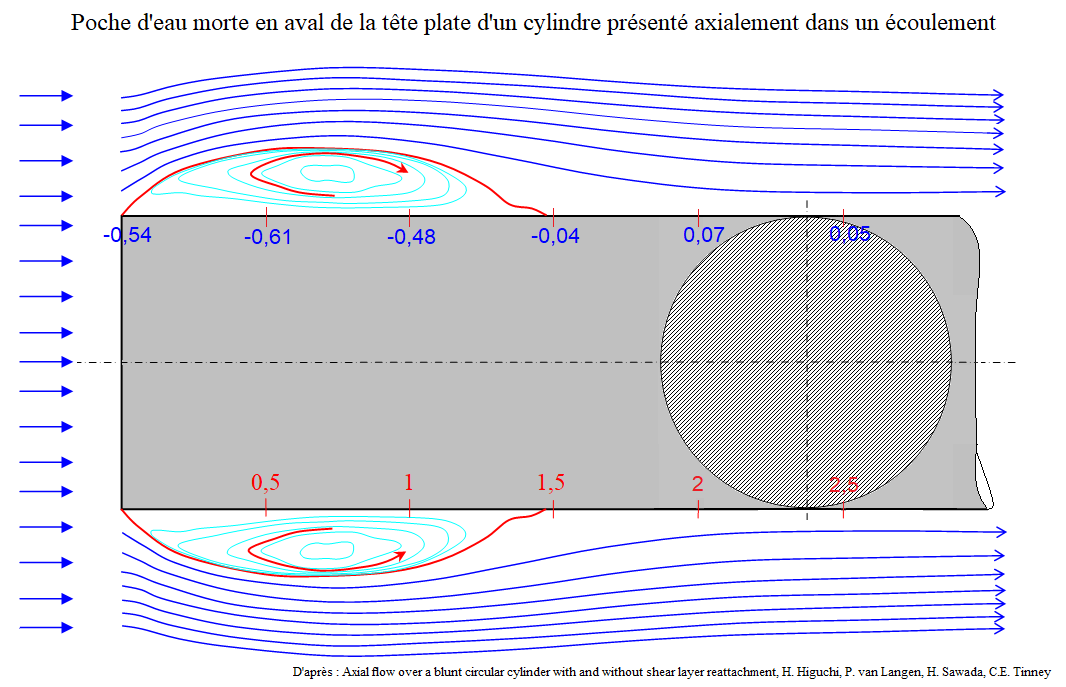
Poche d'eau morte en aval de la tête plate d'un cylindre.

Le décollement au franchissement des arêtes vives d’un corps obtus fait naître une poche d’« eau morte » immédiatement en aval de la face avant (image ci-contre à gauche), cette poche augmentant la largeur vue par l'écoulement du corps et dégradant donc son {\displaystyle C_{x}}. On peut prévenir la formation de telles poches d'eau morte par le montage d'aubages de redirection qui approvisionnent ces poches d'eau morte dépressionnaires avec de l'air en surpression capté sur la face avant du véhicule (image supérieure ci-contre).
Dans son ouvrage Drag,, Sighard F. Hoerner (en) précise qu'en plus de prévenir la formation de ces poches d’eau morte, les aubages de redirection avant sont l'objet d’efforts aérodynamiques qui tendent à tirer le véhicule en avant (à ce titre, ils diminuent donc encore la traînée)[source secondaire nécessaire].
Un tel système d'aubage redirecteur a été largement utilisé pour caréner les moteurs d'avion en étoile, à une certaine époque (anneau Townend), avant que les capots NACA n'apportent la solution définitive au carénage des moteurs en étoile.
Le même principe d'aubage directeur pourrait être utilisé avec un net bénéfice au culot de certains corps (image inférieure ci-dessus à droite).

### Disque précurseur ou pare-vent
(mars 2023).

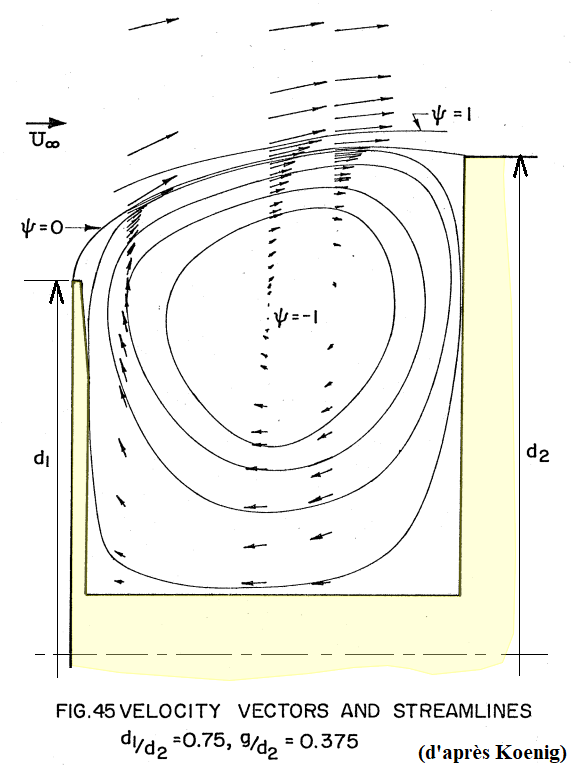
Écoulement en aval d'un disque précurseur pour diminution du, d'après Koenig.

Dans ses travaux,, le chercheur américain Keith Koenig a prouvé que le {\displaystyle C_{x}} d'avant-corps d'un cylindre circulaire de diamètre {\displaystyle D_{2}} pouvait passer de {\displaystyle 0,7} à {\displaystyle \approx 0,01} par l'installation d'un disque précurseur de diamètre {\displaystyle D_{1}=0,75D_{2}} entre {\displaystyle 0,25} et {\displaystyle 0,50D_{2}} devant la face avant de ce cylindre (le disque précurseur étant tenu par une hampe de petit diamètre). Le tourbillon torique qui s'installe entre le disque précurseur et la face avant du cylindre (image ci-contre) crée une sorte de tapis roulant qui carène l'ensemble.
Assez contre-intuitivement, le remplacement du disque précurseur par des calottes sphériques (en apparence mieux profilées) ne donne pas des résultats meilleurs.

### Pare-vent ouaerospike

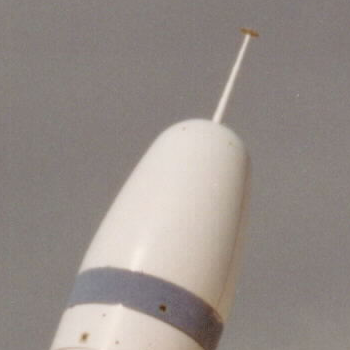
Détail de l'aérodynamique de la pointe avant du missile mer-sol balistique stratégique UGM-96 Trident I.

Les résultats précédents valent pour le subsonique. Pour le transsonique et le supersonique peuvent être utilisés des pare-vent particuliers (nommés « aerospike (en) » en anglais) dont la fonction est de réduire la pression sur les avant-corps insuffisamment profilés (en regard des vitesses trans- et supersoniques atteintes, par exemple les ogives hémisphériques). Un corps précurseur d’assez faible section (disque ou calotte sphérique), porté par une hampe de faible section (image ci-contre), produit une onde de choc détachée en avant de l’avant-corps insuffisamment profilé qui le suit. De plus, entre cette onde de choc et l’avant-corps insuffisamment profilé, s’installe une zone de recirculation qui agit comme un corps virtuel mieux profilé.
De tels dispositifs à corps précurseur (pare-vent) sont utilisés au sommet des missiles lancés par sous-marins car la rétraction de la hampe diminue d’autant la hauteur desdits missiles et facilite leur stockage à bord.